# Amyloplaste

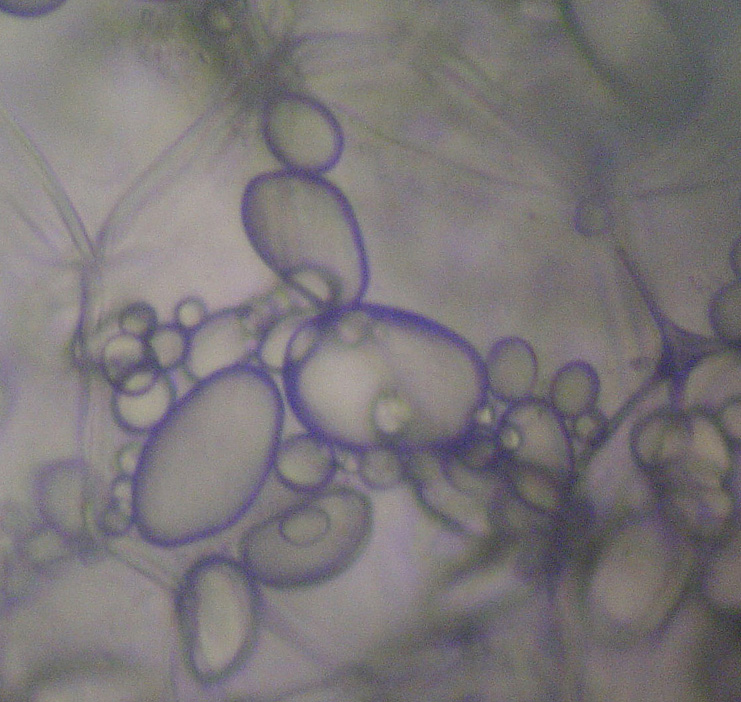
Amyloplaste de pomme de terre(microscopie optique)

L'amyloplaste désigne un organite spécifique des cellules végétales. C'est un plaste qui s'est spécialisé dans le stockage de l'amidon. Il est présent en particulier dans les cellules des organes de réserves, comme les tiges souterraines hypertrophiées (tubercules) de pomme de terre. Étant dépourvu de pigment, il appartient à la famille des leucoplastes.
Il est formé par des couches concentriques autour d'un point spécifique appelé hile. L'accumulation de l'amidon se fait à partir de ce point et est stocké dans des couches que l'on appelle aussi des strates. Ces strates sont délimitées par des stries qui sont visibles au microscope photonique.
Les amyloplastes peuvent avoir des structures différentes selon la position et le nombre de hiles. Un amyloplaste simple ne contient qu'un seul hile. Le hile peut être en position centrale (exemple chez le blé) ou en position excentrée (exemple chez le tubercule de pomme de terre). Lorsque l'amyloplaste contient deux hiles (2 points de départ de l'accumulation) il peut être semi-composé s'il existe des stries communes aux deux hiles ou composé s'il n'existe pas de stries communes.
L'amyloplaste deviendra un futur grain d'amidon.
Il peut dériver soit d'un leucoplaste, soit d'un proplaste, et se dédifférencier en proplaste ou se convertir en chloroplaste ou en chromoplaste.

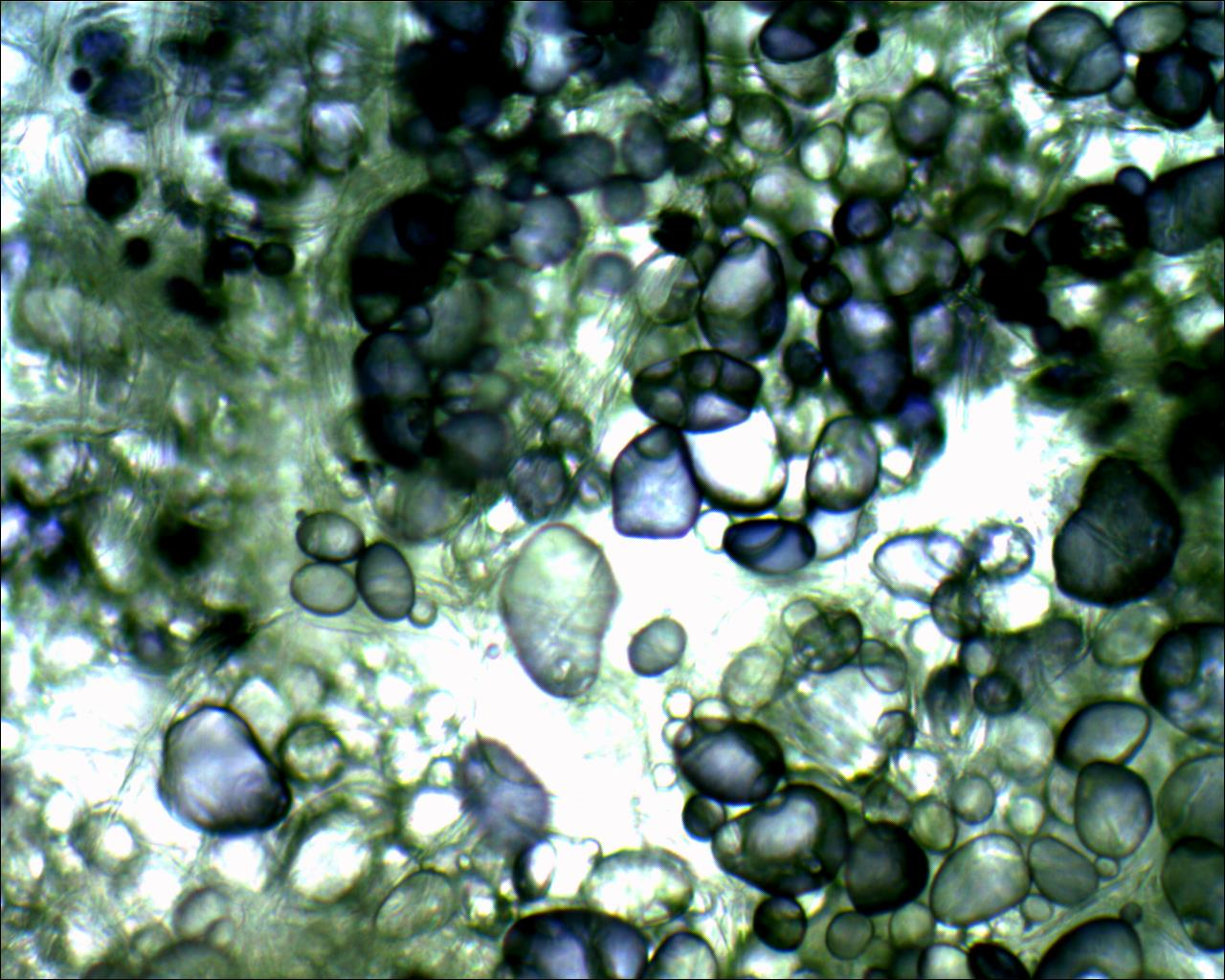
Observation au microscope optique d'amyloplastes de tubercule de pomme de terre colorés par l'eau iodée.

Certains amyloplastes, les statolithes, sont spécialisés dans la perception de la gravité.

## Comparaison

Les différents types de plastes.

Interconversions plastidiales.

Proplaste
- Plaste
  - Chloroplaste et étioplaste
  - Chromoplaste
  - Leucoplaste
    - Amyloplaste
      - Statolithe

    - Oléoplaste
    - Protéinoplaste